# 留尼汪国家公园
留尼旺國家公園（法語：Parc national de La Réunion）是法国海外省留尼汪的國家公園，在西印度洋。國家公園建立於2007年3月5日，保護留尼旺內陸山區萊歐特有生態系統，覆蓋全島約42%面積，有留岛鹃鵙、留島日行守宮等特有種。
公園建立計畫可追溯至1985年，並在2004年公眾調查獲留尼旺各市鎮批准。2007年，公園正式建立。公園的活火山富爾奈斯火山等火山景觀因地形崎嶇、生物多樣性特殊，在2010年以「留尼汪岛的山峰，冰斗和峭壁」之名獲指定為世界遗产。除保護景觀與生物多樣性外，公園還以分享知識、歡迎遊客，並與當地市鎮合作為宗旨，是遠足與登山熱門去處。
公園內經濟發展引發爭議，地熱能開發尤甚。2016年，留尼汪大区委员会擬將國家公園降為大區自然公園，以減少過嚴規則對旅遊業發展的阻礙，受到公園官方與反對派政治人物質疑。

## 歷史
公園建立提議始於1985年。《留尼旺環境章程》（Charte réunionnaise de l'environnement）與《大區發展計畫》正式確立應在島上內陸山區萊歐建立公園的原則。法國環境部就國家公園建立之事展開正式諮詢。
2000至2003年，協商進程啟動，國家、大區、省及市長協會就協議達成共識並成立指導委員會。29個成員機構中有27個批准國家公園建立計畫，2003年3月29日，法国总理簽署同意該計畫的法令。
關於將來國家公園限制與目標的辯論與談判愈演愈烈。2004年8至9月，公園建立計畫成為公眾調查主題，該調查由省長組織，在全島共24個市鎮展開。市鎮積極回應計畫，並提出一些建議。
2007年3月5日，公園依據法国最高行政法院建議通過的法令正式成立。2007年4月，管理委員會啟動；2007至2009年，新僱人員並展開安排。2008年，國家公園章程開始制訂。
2010年8月1日，联合国教育、科学及文化组织世界遺產委員會認可留尼旺國家公園內自然景點的價值，並將「留尼汪岛的山峰，冰斗和峭壁」列為世界遗产。

## 宗旨
國家公園在其章程確立了4個主要目標：一是保護景觀多樣性並伴隨其演變；二是逆轉生物多樣性的喪失；三是保護與提升高地文化價值，確保其價值傳承；四是扶植高地經濟發展:3。

## 地理

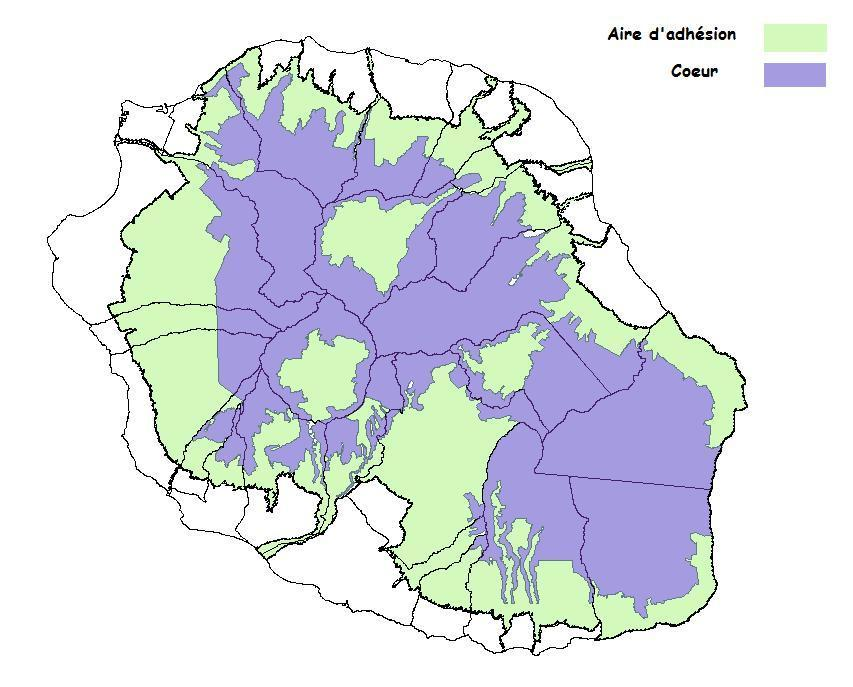
國家公園的核心區（cœur，藍色）與緩衝區（aire d'adhésion，綠色）

留尼旺國家公園的核心區占地1,053.84平方（406.89平方英里），為全島面積42%，在23個市鎮境內，一些有人居住耕地亦在其中。緩衝區與核心區相鄰，面積876.96平方（338.60平方英里），在全島共24個市鎮境內。公園總共覆蓋全島75%以上面積:12。留尼旺島形成於火山作用，地處留尼旺熱點。3,000（9,800英尺）高的內日峰與活火山富爾奈斯火山2座火山構成其支柱。國家公園的中心由4個主要區域構成，獲列為世界遺產：
- 馬爾隆格森林（法语：Forêt de Mare Longue），位於圣菲利普，有一些保存完好的低海拔熱帶森林遺蹟，即低彩色森林（法语：Forêt de bois de couleurs des Bas）；
- 錫拉奧斯冰斗，有潘德敘克尔（Pain de Sucre）與拉沙佩勒（法语：La Chapelle (La Réunion)）岩層，位於布拉魯日河（法语：Rivière Saint-Étienne (La Réunion)）的狹窄峽谷，還有具10萬年歷史的岩浆房；
- 薩拉濟冰斗，有高1,356（4,449英尺）的主要山块昂尚峰（法语：Piton d'Anchaing）；
- 大沙盧普（法语：La Grande Chaloupe），位於聖但尼與拉波塞雄間，是曾常見於島嶼西部的半常綠森林最後遺蹟，現在此得到保護與修復。

## 野生生物
留尼旺同毛里求斯與罗德里格斯岛等马斯克林群岛島嶼有共同自然歷史。這三個島嶼在1600年代前無人居住。人類進入導致大規模滅絕與外來物種引入，例如引入留尼旺的巨型陸地蝸牛威脅本土物種及其棲息地。據世界自然基金会數據，留尼旺原生植被覆蓋率不足25%，主要限於高海拔地區。世界自然基金會將留尼旺及其他兩個島嶼的森林列為「馬斯克林森林」生態區，保護等級為「瀕危」。保護國際將留尼旺納入「馬達加斯加及印度洋群島」生物多樣性熱點優先保護。幾乎與本土植物一樣多的830種外來植物已在島上歸化，其中50種被認為是威脅本土植物群及其棲息地的入侵物种。 
島嶼的孤立及其生境與微氣候多樣性利於特有植物群高度多樣化：850種已知本土植物物種中，230種為特有種，其中半數為瀕危物種。這些本地植物群存在於不同海拔。公園的崎嶇地形也為巴勞海燕、留島鷂、留島鵑鵙、留島灰白眼等許多鳥類的异域物种形成及遺傳分化創造條件。在留尼旺共發現有18種鳥類，其中半數為特有種鳥類。自人類進入以來，至少有22種鳥類已滅絕。引入的猫與鼠為鳥類主要威脅。哺乳動物中，一度絕跡的模里西斯狐蝠重新定居留尼旺。蝴蝶物種有鳳蝶屬的與矩蛺蝶屬的，特有的壁虎物種有留島日行守宮。
- 留島華麗日行守宮（英语：Réunion Island ornate day gecko）
- 刺椰属的
- 拟九节属的

## 圖集

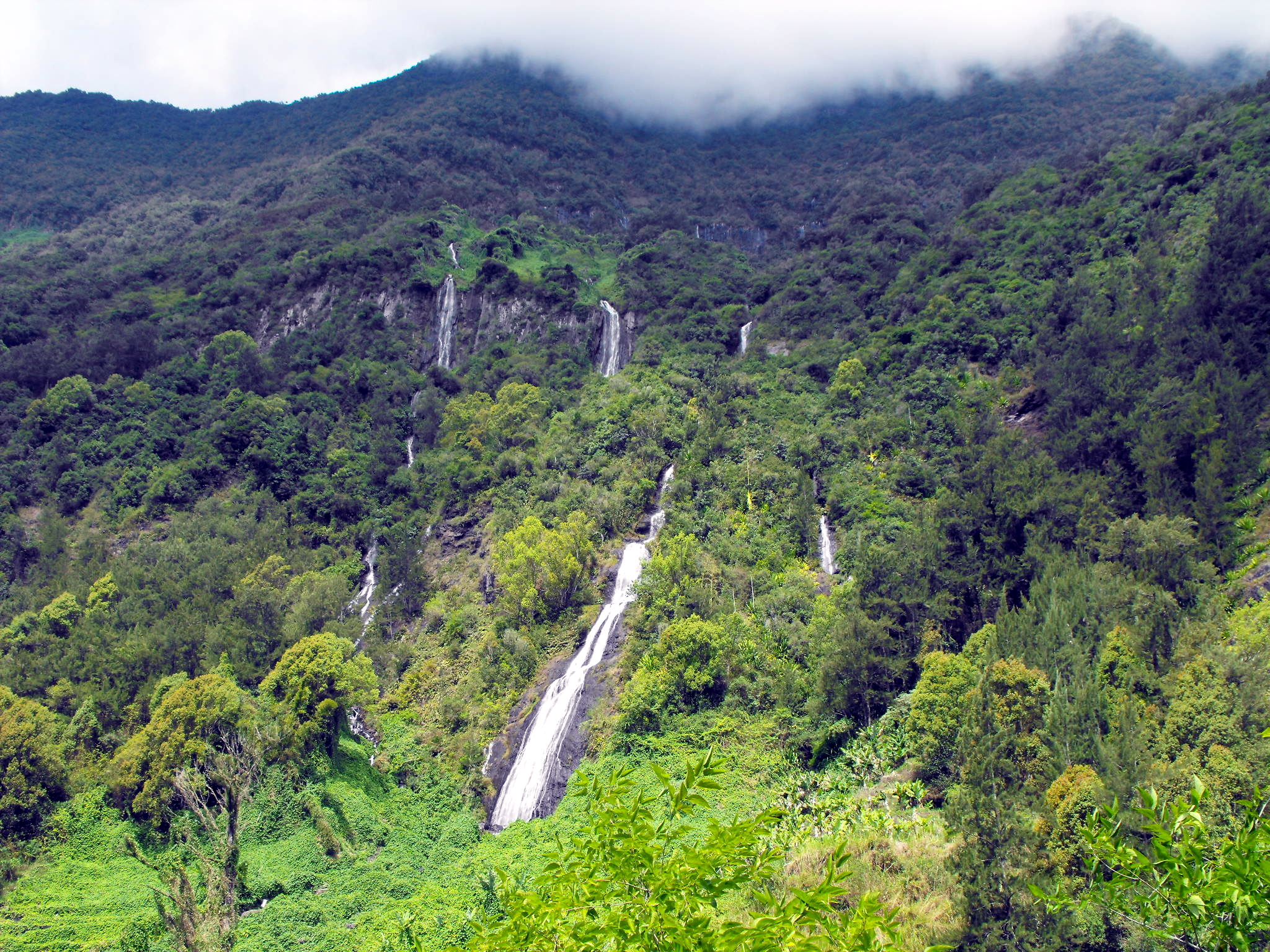
萨拉济新娘面紗瀑布（法语：Voile de la Mariée (Salazie)）
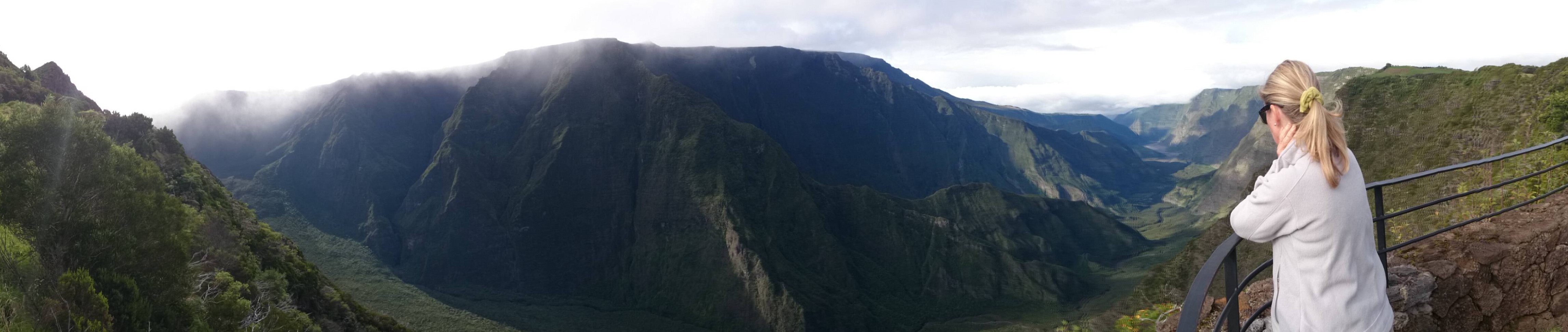
自內德伯夫峰（法语：Nez de Bœuf）而望的全景
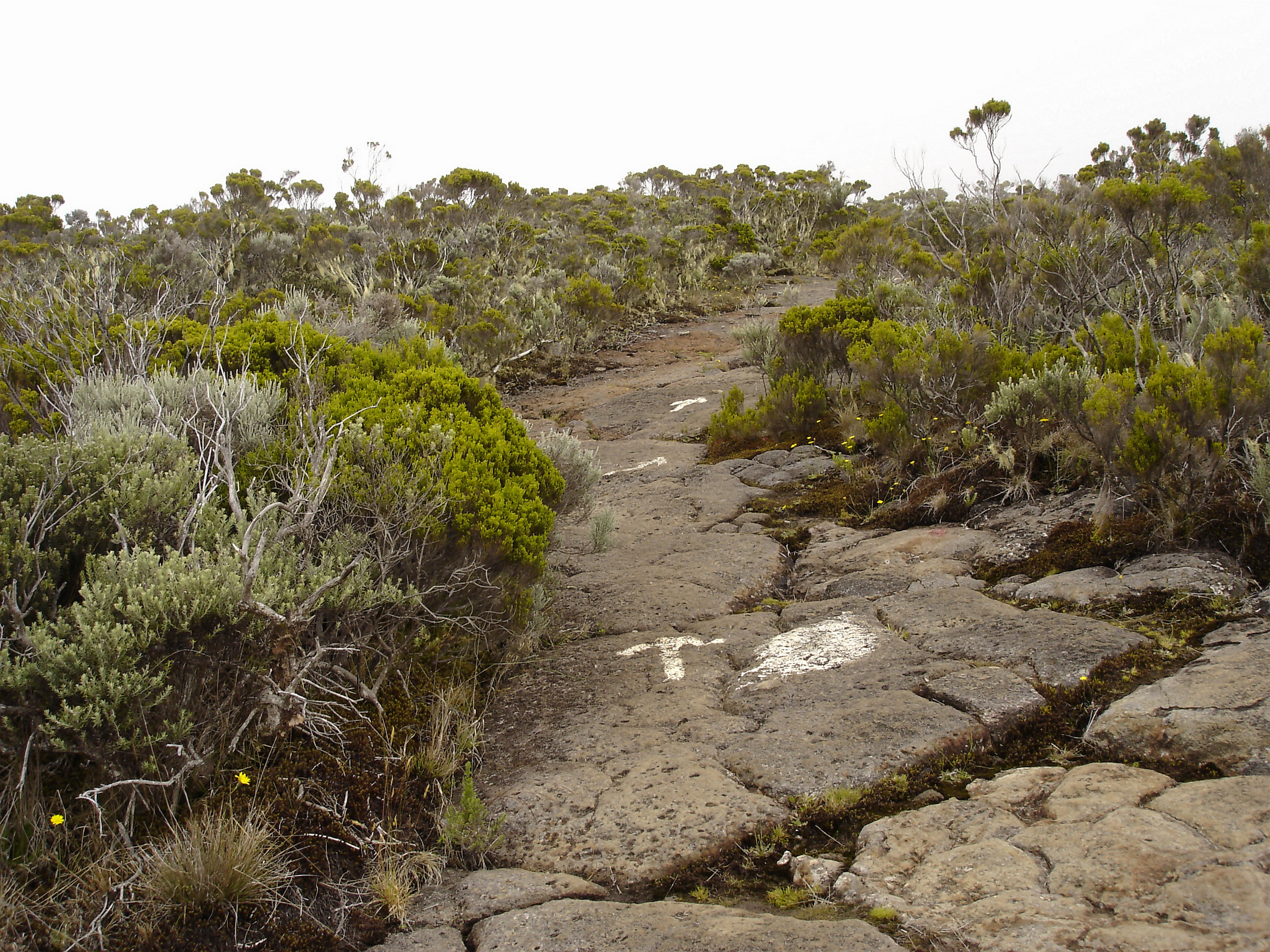
通往羅什埃克里特峰（法语：Roche Écrite）的路徑
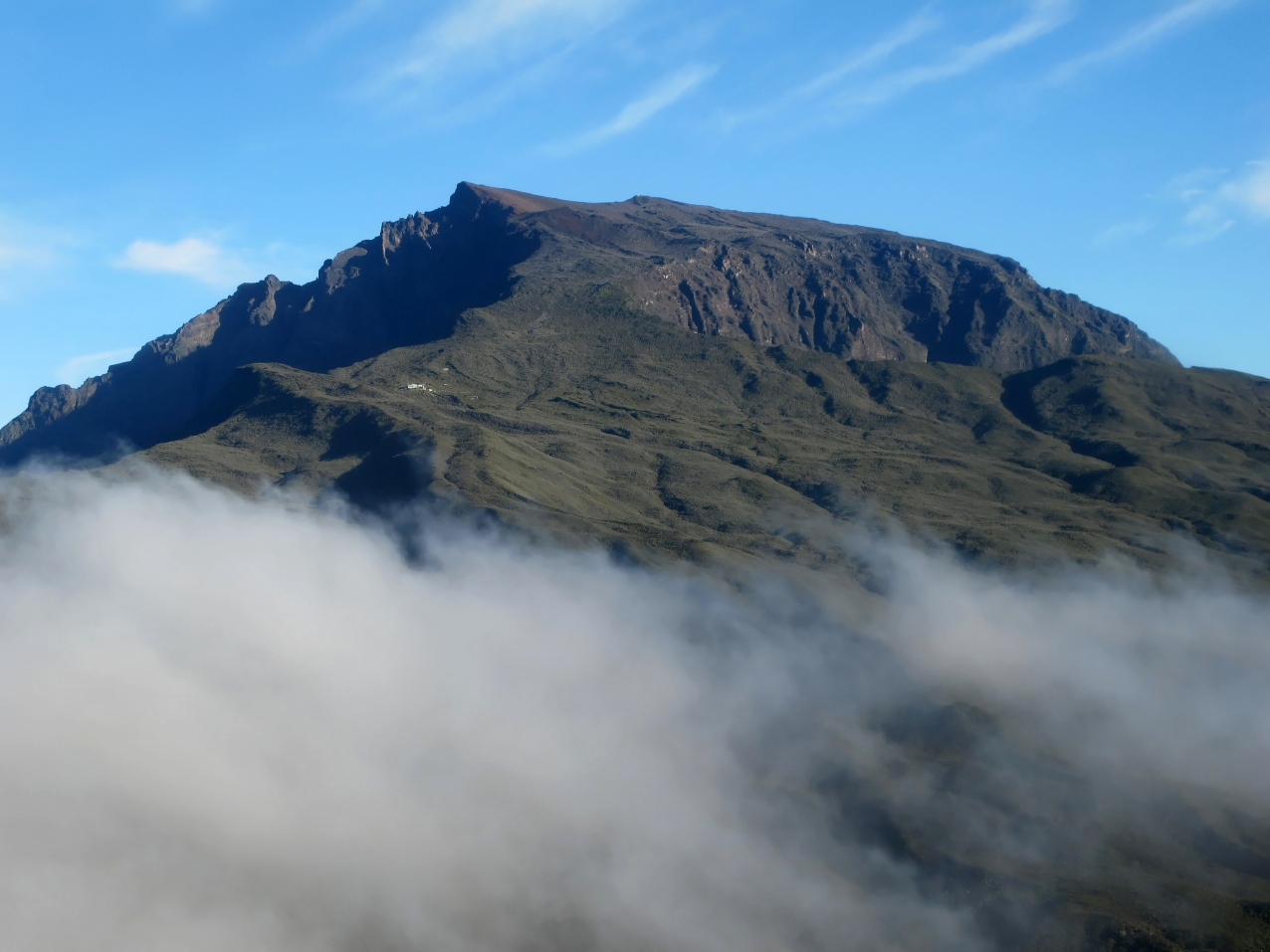
內日峰
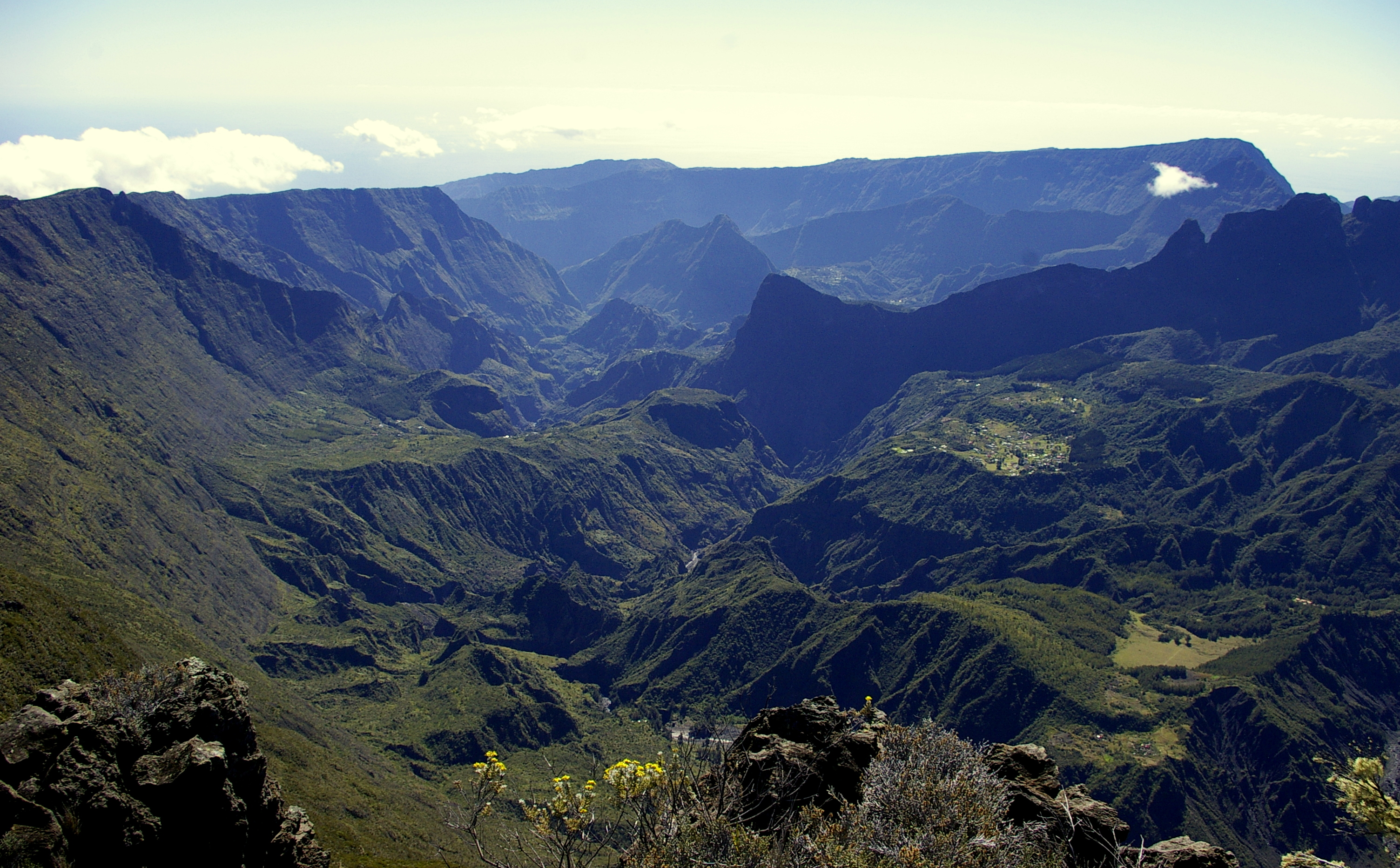
馬法特（法语：Mafate）冰斗及拉努韋勒（法语：La Nouvelle）
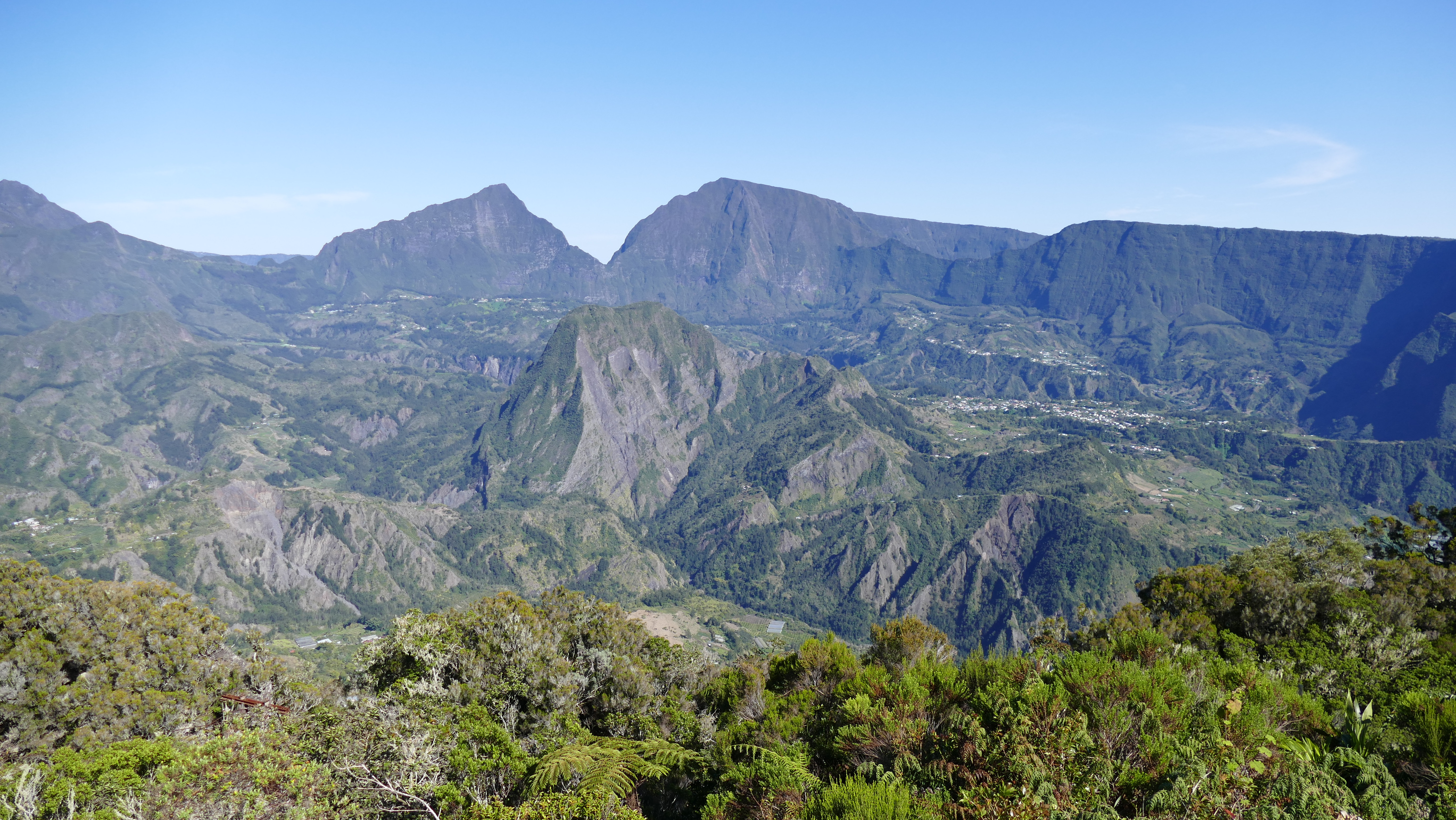
薩拉濟冰斗
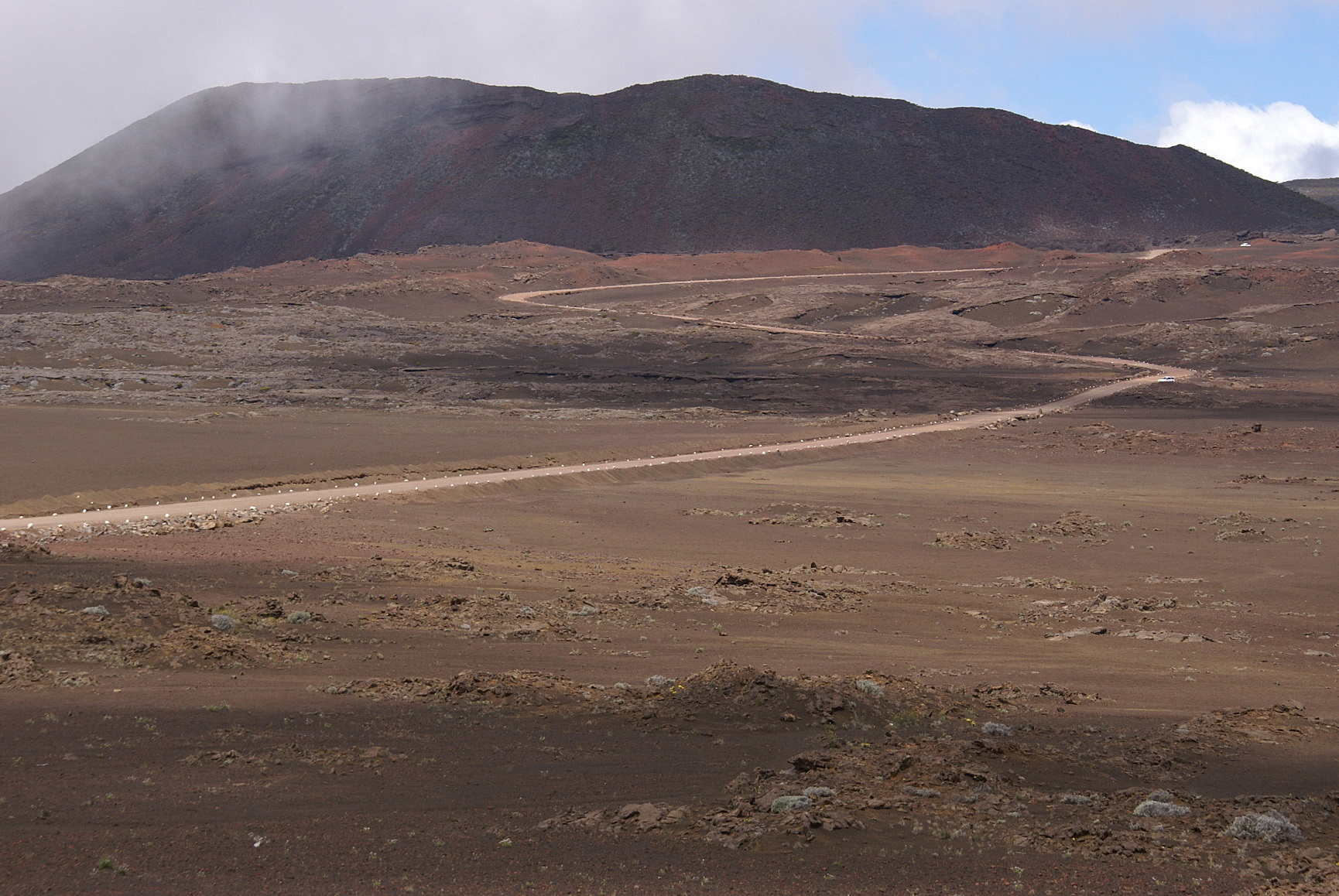
薩布勒平原（法语：Plaine des Sables）
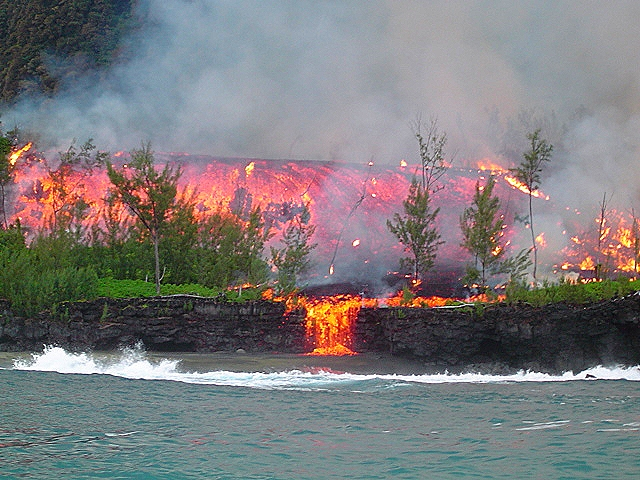
富爾奈斯火山岩漿流
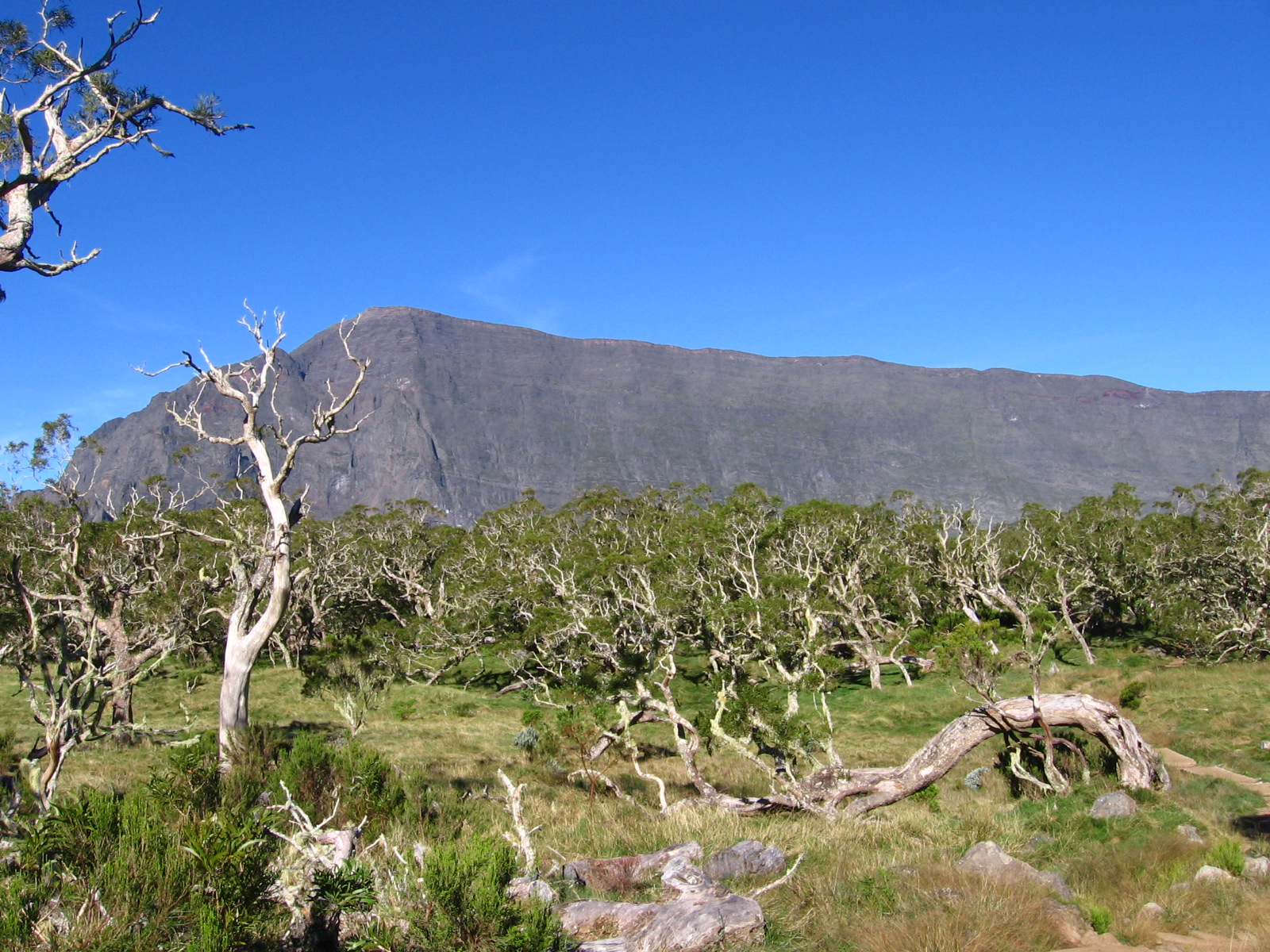
相思树属森林
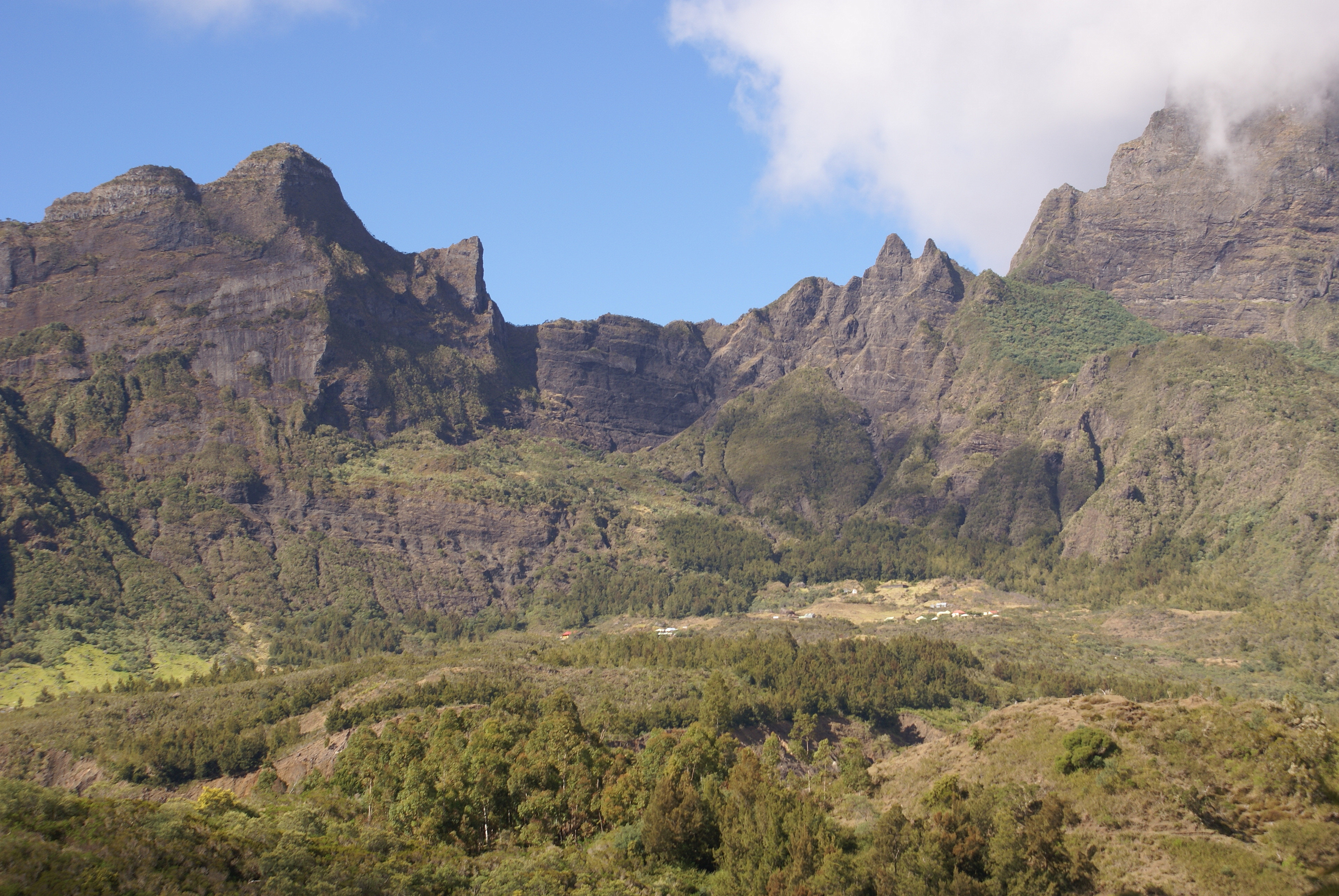
馬法特冰斗

## 觀光
國家公園為留尼旺主要景點，其山脈為遠足與登山熱門去處。國家公園所在的島上有超過900（560英里）的帶標記路徑穿越雨林、甘蔗種植園與火山場等不同景觀。有3條經法國遠足聯合會批准的巨大遊覽遠足徑，沿途設有山間小屋。每年有超過40萬人參觀富爾奈斯火山，為此建有探索路線。
公園的遊客中心公園之家（Maison du parc）位於拉普萊訥代帕爾米斯特，2014年8月21日由法国总统弗朗索瓦·奥朗德揭幕。

## 管理
該公園由管理委員會（Conseil d'administration）管理，該委員會由88名成員組成，大多數為當地代表，任期6年。由15名成員組成的執行委員會（Bureau）在首屆管理委員會任期內成立並代表其行事。
科學委員會（Conseil scientifique）由18名不同學科成員與11名外部專家組成，為管理委員會與公園指導者提供建議。此外，還有經濟、社會及文化委員會（Conseil économique, social et culturel），由公眾人物與地方機構及協會代表組成。
公園規章，特別是核心區相關規章，由其章程規定:142—170。

## 爭議
自國家公園建立以來以來，就有圍繞公園管理及其對高地人口影響的辯論。當地村莊的居民批評管理層不尊重歷史與傳統，並多次提及農業活動遭禁止之事。公園官方堅稱特定條件下各項活動都可進行。
火山有利用地熱能發電提供可再生能源的潛力。然而這與國家公園保護自然與文化景觀的宗旨衝突:23。截至2016年，在內日峰腳下與薩布勒平原有考慮相關計畫項目，但後來放棄了。這兩處地點都位於公園核心區外的緩衝區，不過也有人提議將地點置於世界遺產地邊界內。
2016年2月，留尼汪大区委员会的保守派多數與主席迪迪埃·羅貝爾宣布將國家公園降為大區自然公園的計畫。規則過嚴阻礙旅遊業發展被認為是一個動機。與國家公園不同，大區自然公園基於相互協議運作，無權自訂規章。公園官方與反對派政治人物拒絕該計畫，稱此舉將威脅島嶼生物多樣性、世界遺產資格與獲得國家資金的關鍵途徑。計畫若實現，將成為法國首個降級的國家公園。2016年9月，國家公園指導者瑪麗萊娜·瓦羅（Marylène Hoarau）在法国生态部長塞格琳·羅雅爾壓力下宣布離職。 這導致公園管理委員會主席丹尼爾·貢捷（Daniel Gonthier）懷疑存在政治干預——瓦羅曾批評羅貝爾就公園未來發起徵集提案。一次採訪中，羅貝爾否認自己有涉瓦羅的離職，並批評了部長的決定。